# 여자 20km 경보 대한민국 기록 추이
여자 20km 경보 대한민국 기록 추이는 다음과 같다.
| # | 시간            | 차이 | 선수   | 소속     | 날짜         | 대회명                            | 장소          | 주석 및 기타                                | 동영상 |
| 1 | 1시간 33분 03초 | -    | 김미정 | 울산시청 | 2003. 06. 05 | 제57회 전국 육상 경기 선수권 대회 | 대한민국 대전 | 자신이 세웠던 종전 기록에서 55초를 단축했다 |        |

## 같이 보기
- 여자 20km 경보 세계 기록 추이
- 남자 20km 경보 대한민국 기록 추이
- 남자 20km 경보 세계 기록 추이